# Dávid-szarvas

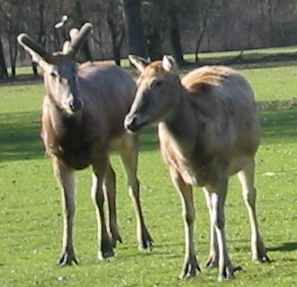
Dávid-szarvas bika és nőstény

A Dávid-szarvas (Elaphurus davidianus), kínai nevén milu egy vadon már kipusztult, eredetileg Kínában honos szarvasféle. A Dávid-szarvas elnevezést Dávid atyáról, arról a Kínában térítő francia misszionáriusról kapta, aki először számolt be a faj létezésről a nyugati tudomány számára a 19. században. Az Elaphurus nem utolsó élő faja. Genetikailag közel áll a Cervus nemhez, ezért egyesek az Elaphurus nemet beolvasztják a Cervus nembe,  mások annak alnemeként kezelik.

## Elnevezése
A fajt Nyugaton 1866 óta ismerik. A francia Alphonse Milne-Edwards nevezte el felfedezője, Armand David után.
A fajt úgy is ismerik, mint sibuxiang (kínaiul: c=四不像; pidgin: sì bú xiàng; japánul: shifuzō), ami szó szerint négy nem hasonlót jelent, ahol a négy állat a marha, a szarvas, a szamár, a ló vagy a teve:
- A patái mint a marháé, de nem marha, a nyaka mint a tevéé, de nem teve, agancsa mint a szarvasé, de nem szarvas, farka mint a szamáré, de nem szamár.
- Orra mint a marháé, de nem marha, agancsa mint a szarvasé, de nem szarvas, törzse mint a szamáré, de nem szamár, farka mint a lóé, de nem ló.
- Szamár farka, ló feje, marha patája, szarvas agancsa
- Teve nyaka, marha patája, szamár farka, szarvas agancsa
- Szarvas agancsa, ló feje, marha törzse.[4]

Ezen a néven a kínai mitológiában is szerepel, ahogy a Jiang Ziya hegy a Ming korban íródott Fengshen Bangban.

## Elterjedése, élőhelye

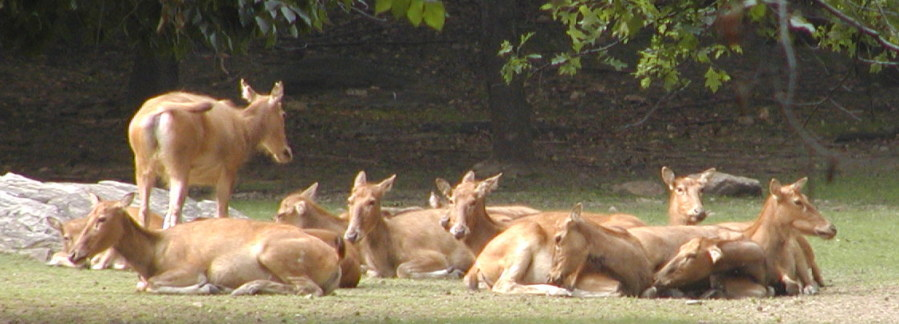
Pihenő csorda

Eredeti elterjedési területe sokáig ismeretlen volt. Az újabb leletek szerint a pleisztocénban egész Kínában, Koreában és Japánban fellelhető volt. A vadonban történt kihalás időpontjául az i. sz. 200 körüli éveket jelölik meg, azonban ma már biztosnak látszik, hogy még ezután is élt vadon. A kínai Xia Jingshi szerint még a Ming-korban is voltak vad csordák, és az utolsó vad magányos szarvasokat a 17. vagy a 18. században ölték meg. Meg nem erősített források szerint Hainan szigetén még két szőrmét találtak ettől az állattól.
A vadonban történt kihalása után a császári vadasparkokban élő 120 példány tartotta fenn a fajt, amelyekből az európai állatkertekbe is jutott. A mai állományok az Európába került példányoktól származnak. A császári vadasparkokban élő Dávid-szarvasok utolsó példányait japán és nyugati katonák fogyasztották el 1900 körül, a bokszerlázadás idején. Addigra azonban elég példány jutott el európai állatkertekbe és parkokba ahhoz, hogy egy tenyésztési és visszatelepítési program meginduljon. Jelenleg két kínai nemzeti parkban élnek miluk.
A Dávid-szarvas elsődleges élőhelyei a mocsarak voltak. Széles patái az elsüllyedéstől védték.
Ma magánterületeken él Angliában és Európában más helyein.
Európán kívül betelepítették még Amerikába, Argentínába, és visszatelepítették Kínába.
Magyarországon miskolci állatkertben és néhány vadaskertben (pl. a bőszénfai szarvasfarm) élnek Dávid-szarvasok.

## Megjelenése

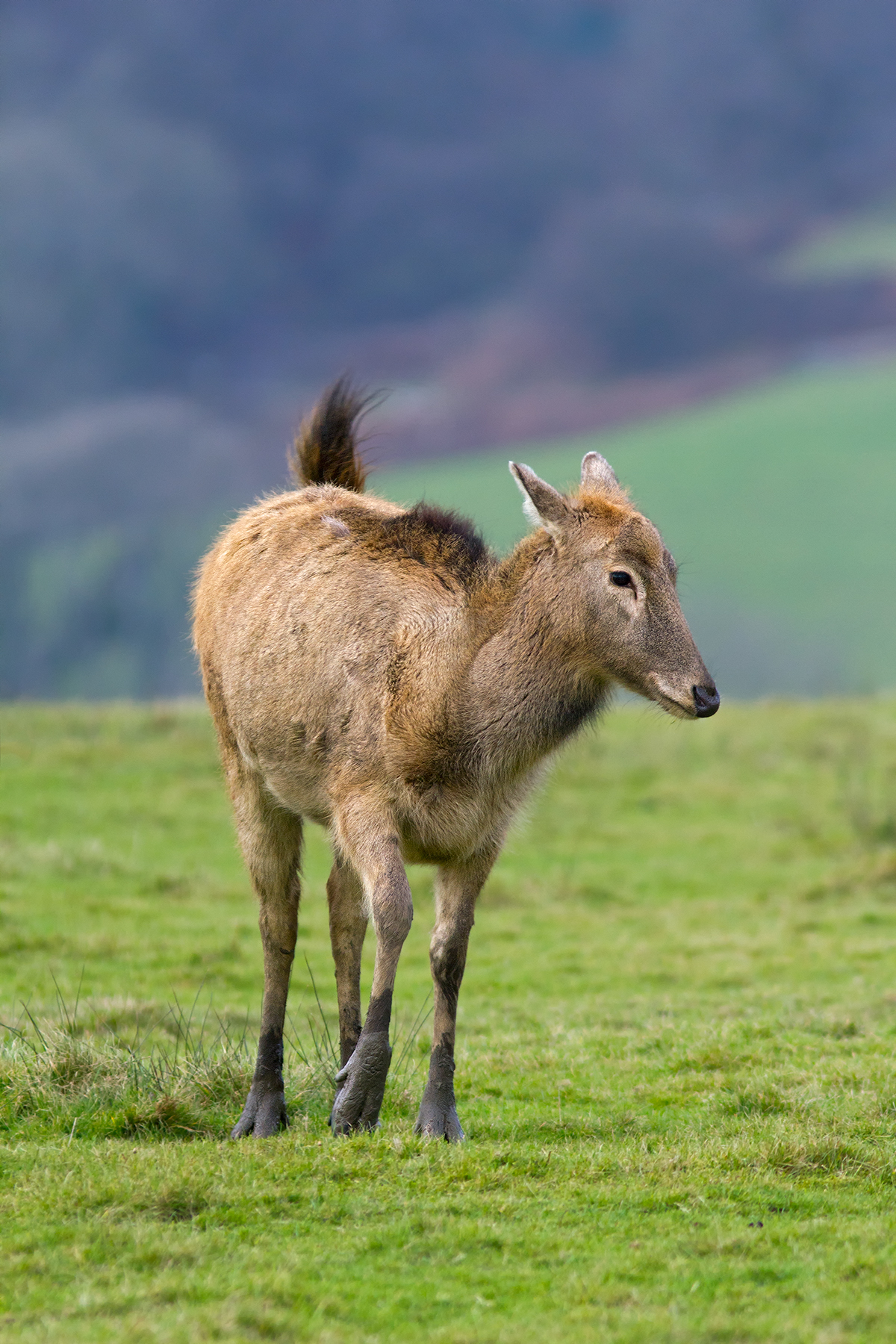
Nőstény Dávid-szarvas

A nagytestű szarvasok közé tartoznak, a hímek marmagassága 114 és 119 cm között mozog, a testtömegük kb. 200 kg, a nőstények valamennyivel kisebbek, úgy 160 kg-ot nyomnak. Fej-törzs hosszuk 183 – 216 cm. Farkuk hosszú, a leghosszabb a szarvasok között, 22 – 35 cm, bojtban végződik.  Fejük hosszú, karcsú, nagy szemekkel és feltűnő szem előtti mirigyekkel, csupasz orrtővel és kis, hegyes fülekkel. Hátukon sörényt viselnek, és nagy patáik vannak, mint a karibunak. Az eredetileg mocsaras vidékeken élt Dávid-szarvasnál a mocsátban való elsüllyedéstől védett a széles pata. Hosszú, karcsú lábával a rénszarvasra emlékeztet. Nyári szőrzetük vöröses, a hátukon egy sötét csík fut végig, amely télen beszürkül. Téli bundájuk alapszíne halvány szürkésbarna. Fartükrük nincs. Szem előtti mirigyük erősen fejlett, és mivel szőrtelen, még nagyobbnak látszik. A borjak bundája pöttyös, ahogy sok más szarvasfajnál is.
A hímek agancsot viselnek, melyet minden télen levetnek, és májusra újranövesztenek. Két főágból álló agancsa jelentősen eltér a gímszarvasétól, azt a látszatot kelti, mintha fordítva ülnének a fején. Hosszabb ága hátrafelé irányul, míg a főág felfelé nő. Néha január környékén megjelenik egy kis méretű agancs, ami néhány hét múlva leesik. Az agancs ágai elérhetik a 72 – 84 cm-t. Növekedési időszaka is eléggé szokatlan, csak az európai és a szibériai őz agancsa nő ugyanekkor. Hosszú, a lóéhoz hasonló feje szintén nem túl szokványos a szarvasfélék között.

## Életmódja
A kínai Xia Jingshi korábbi szerzők munkáira támaszkodott, amikor a nagy csordákban kóborló Dávid-szarvasokról írt. 
A miluk a legtöbb szarvasfélétől eltérően kedvelik a vizet. Szívesen belegázolnak a folyókba, tavakba, és úszni is tudnak. Főként füvekkel táplálkoznak, amit lombbal és vízinövényekkel egészítenek ki. Nyáron sok vízinövényt fogyasztanak. Jól úsznak, de szárazon csámpásan járnak, maximális sebességük 30 km/h. Hosszú időt képesek eltölteni vállig érő vízben.
A párzási időszak júniusban kezdődik. Ekkor a nőstények a hagyományos párzási helyeken gyülekeznek.
Csordában élnek, de a hímek a párzási időszak előtt két hónappal elhagyják a nőstényeket. A párzás idejére ismét csatlakoznak, és végig böjtölve keményen megküzdenek egymással a nőstényekért. A küzdelemben nemcsak agancsaikat, hanem mellső lábukat is használják. Párzási időszakban a nőstényekhez csatlakozó bikák szamárordításhoz hasonló hanggal tudatják vetélytársaikkal, hogy jobb lesz, ha elkerülik a teheneiket. Ilyenkor még táplálkozásra sem marad idejük. Vizeletük fontos kommunikációs eszköz, a hímek a hasukat, lábukat és nyakukat is levizelik péniszük vízszintesen tartásával és mozgatásával. EZ a viselkedés is szokatlan a szarvasok között. Szem előtti mirigyüket és nyakukat fákhoz és bokrokhoz dörzsölik. Agancsukkal fűcsomókat tűznek fel a földről, hogy nagyobbnak és szebbnek mutassák azt. Ez a viselkedés más szarvasfajoknál is megfigyelhető.
A párzás után újabb két hónapra távol tartják magukat a nőstényektől. A nőstény szokatlanul hosszú ideig – 280 napig – vemhes. A borjú 10 kg körül születik. A tavasz végén születő borjak hamar lábra állnak. A nőstények 2–3, a hímek 3–4 évesen válnak ivaréretté.
Ragadozói tigrisek és leopárdok voltak. Habár ezek nem fenyegetik őket, ha képeket mutatnak, és más ingerekkel is ezeknek a jelenlétét éreztetik, akkor a Dávid-szarvasok ösztönösen a vadon élő szarvasokhoz hasonlóan reagálnak.

## Fajmegőrzés

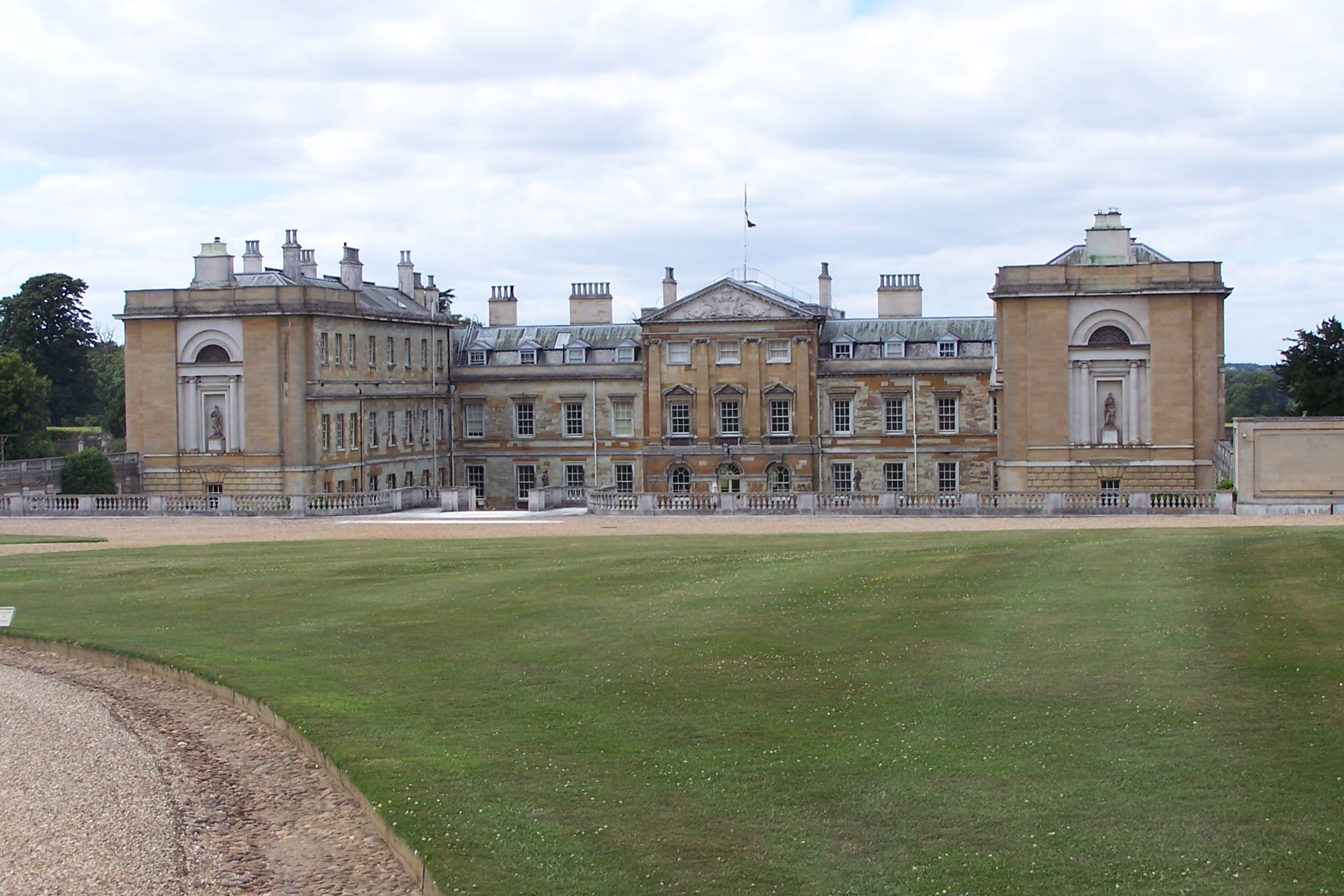
A Woburn apátság vidéke Bedfordshire-ben, ahol a Dávid-szarvasokat tenyésztették

Első európaiként a francia Armand David szerzetes pillantotta meg 1865-ben, miután a tilalom ellenére átmászott a falon. Külső jegyei alapján egy rénszarvasfajként írta le. Megerősítésként két gereznát küldött haza, amelyek alapján Henri Milne Edwards leírta a fajt.
Később francia, német és angol diplomaták kaptak ajándékba élő Dávid-szarvasokat. Ezeket hajóúton Európába vitték, és az ottani állatkertekben helyezték el. Kereszteződött a gímszarvassal, ezért ma már nem tekinthető tiszta vérűnek.
Kínában a 20. század fordulója a faj kihalását jelentette. 1895-ben sokuk megfulladt az árvízben. A túlélők elhagyták a vadasparkot a leomlott falon keresztül, de hamarosan levadászták őket az éhező emberek. A vadasparkban maradt utolsó 20-30 egyedet a kínai bokszerlázadásban ették meg. Az utolsó egyed 1922-ben halt meg a pekingi állatkertben.
Miután ezek az események Európában is ismertté váltak, az állatkertek a Dávid-szarvasokat Herbrand Arthur Russellnek, Bedford 11. hercegének adták, aki több egzotikus szarvasfajt is tartott és tenyésztett a Londontól északra fekvő Woburn apátságnál fekvő birtokain. Halála után fia, Hastings Russell herceg folytatta a tenyésztést. Összesen tizennyolc példányt tudtak összegyűjteni, ebből csak egy hím és öt nőstény volt szaporodóképes. A ma élő összes David-szarvas tőlük származik. Nemzetközi törzskönyvet alapítottak, ami 1914-ben már kilencven példányt tartalmazott. 1946-ra számuk háromszázra nőtt. Kis csordákként elosztották őket az állatkertek között, ahol a tenyésztést eredményesen folytatták.
1956-ban a pekingi állatkert is kapott öt példányt. 1985-ben 20 egyedet, öt hímet és tizenöt nőstényt bocsátottak szabadon eredeti élőhelyükön, a Dafeng Milu Nemzeti Parkban, Jiangsu tartományban. 1987-ben további 18 nőstényt bocsátottak szabadon. Mindkét csordát John herceg, Bedford 12. hercegének unokája adományozta, és a programot a World Wildlife Fund támogatta.
Ma már a Peking környékén levő Milu Parkban is élnek vadon. Húsz év alatt létszámuk 2000-re nőtt.
1986-ban 36 Dávid-szarvas visszatelepítésével megalapították a  Dafeng Milu Nemzeti Parkot nem messze a Sárga-tenger partjától. A szarvasokat öt angol állatkertből válogatták össze.  2006-ra számuk elérte a 950-et. Az évi gyarapodás 17%-os volt.
1993-ban a Pekingi Nemzeti Parkból 30 szarvast áttelepítettek a  Tianezhou Milu Nemzeti Parkba. Később újabb 34 szarvast telepítettek át. Számuk évi 22,2%-kal gyarapodott.
2002-ben a Pekingi Nemzeti Parkból 30 és a Dafeng Nemzeti Parkból 20 szarvast költöztettek a Yuanyang Sárga Folyó Nemzeti Parkba.
Az IUCN Vörös Listán 1996-ban kritikusan veszélyeztetettként szerepelt "D" jelzéssel: a vadon élő ivarérett egyedek létszáma 50 alatti. 2008 októbere óta vadon kihaltnak számít, mivel az összes népesség emberi felügyelet alatt áll. A kis kiindulási népességszám ellenére a Dávid-szarvas nem szenved a genetikai palacknyak hatástól. A kínai populációk növekedése miatt további visszatelepítésekre lehet számítani.

## A kultúrában
Egy történet szerint amikor 4000 évvel ezelőtt a Shang dinasztiabeli Zhou uralkodott, egy ökör, egy szarvas, egy ló és egy szamár meditálni kezdett. Amikor Zhou kivégeztette az erényes Bigan minisztert, a négy állat befejezte meditációját. Emberré válva járták az országot, és megtapasztalták az uralkodó zsarnokságát. Lázadást terveztek ellene, de mivel látták, hogy nagyon hatalmas, egy lényben egyesültek, aki egyesítette a ló sebességét, az ökör erejét, a szamár irányérzékét és a szarvas ügyességét. Az új lény a Kunlun hegységbe sietett, ahol tanácsot kért Yuanshi Tianzuntól. A bölcset meglepte a látvány: Ez egyikre sem hasonlít! kiáltott fel. Miután megismerte az állat célját, tanítványához, Jiang Ziyához küldte, aki Zhou ellen harcolt. Közös erővel legyőzték a zsarnokot, és megalapították a Zhou dinasztiát. Küldetése teljesülése után a milu a Jangce alsó folyásánál telepedett le. Az állat a jó szerencse jelképévé vált, és elterjedt az a hiedelem, hogy aki eszik a húsából, az örökké fog élni. Ez vezethetett a faj kihalásához.